# Abrahámovce (Kežmarok)
Abrahámovce (em húngaro: Ábrahámpikfalva; alemão: Abrahamsdorf in der Zips) é um município da Eslováquia, situada no distrito de Kežmarok, na região de Prešov. Tem 6,65 km² de área e sua população em 2018 foi estimada em 266 habitantes.

## Demografia
| Ano:        | 1994 | 2004   | 2014    | 2024 |
| ----------- | ---- | ------ | ------- | ---- |
| Broj ljudi: | 212  | 227    | 263     | 263  |
| Razlika:    |      | +7,07% | +15,85% | +0%  |

| Ano:               | 2023 | 2024 |
| ------------------ | ---- | ---- |
| Número de pessoas: | 263  | 263  |
| Diferença:         |      | +0%  |